# 카인파
카인파(가인파) 또는 카인주의(Cainites, Cainians)는 카인을 데미우르고스(구약성경의 하느님을 악신으로 본 것)의 첫 희생자로서 숭배한 영지주의의 한 반율법주의적 종파였다. 그들은 카인이 살인을 저지름으로 인해 비로소 사람이 부정할 수 있게 되었으며, 원죄로부터의 구원이 가능해졌다고 한다. 이들은 수적으로 규모가 작았다. 이들은 유다 복음서를 중요한 경전으로 보았다.
카인파에 대한 남아있는 글들은 모두 정통 기독교에서 이들을 이단으로 정죄한 것들이다. 따라서 이들이 실제 존재하지 않았고 정통파에서 예를 들기 위해 만든 집단이라고 보는 견해도 있다. (비슷한 예로 중세의 가톨릭 신학자들은 소돔적인 악마 숭배자들을 설정한 적이 있다)

## 가인파에 대한 문서들
- 이레나이우스, 이교에 반하여  1.31.1–2
- 살라미스의 에피파니우스, Panarion  38
- 히포리투스, 이교에 반하여 8
- 테르툴리아누스의 이름을 딴 저자, 모둔 이교에 반하여 7
- 테르툴리아누스, 침례에 대하여  1.

## 같이 보기
- 발렌티누스파